# پارک ملی انداسیبه-منتادیا
پارک ملی انداسیبه-منتادیا (به لاتین: Andasibe-Mantadia National Park) یک پارک ملی در ماداگاسکار است که در تواماسینا واقع شده‌است.